# Sunglass Hut
Sunglass Hut es un cadena minorista internacional de venta de gafas de sol y accesorios fundada en Miami, Florida, Estados Unidos, en 1971. Sunglass Hut forma parte de Luxottica, la empresa de gafas más grande del mundo.
Al 31 de diciembre de 2008, el grupo Luxottica operaba 2286 tiendas en todo el mundo, la mayoría de ellas como parte de la marca Sunglass Hut.
Las tiendas Sunglass Hut se ubican en varios lugares del mundo, como India, Estados Unidos, México, Canadá, el Caribe, Brasil, Europa continental, Reino Unido, Australia, Nueva Zelanda, Hong Kong, Singapur, Sudáfrica y Medio Oriente.

## Historia
La primera tienda Sunglass Hut abrió en 1971 cuando el optometrista Sanford L. Ziff la instaló en un quiosco independiente en el Dadeland Mall de Miami. El éxito de este quiosco impulsó a Ziff a abrir otras sucursales de Sunglass Hut en Miami y en 1986, Ziff había abierto aproximadamente 100 puntos de venta de Sunglass Hut, logrando ventas de 24 millones de dólares al año.
En 1986, Ziff vendió una participación del 75 % en Sunglass Hut a la firma de inversiones Kidd, Kamm & Co. por 35 millones de dólares.Ziff mantuvo el equipo directivo existente de la empresa y transfirió parte de la propiedad a su hijo, Dean. Tras la adquisición parcial, la empresa se constituyó bajo el nombre de Sunglass Hut International, Inc.
Ziff se retiró de Sunglass Hut en 1989. Él y su familia conservaron una participación del 25% en el negocio, pero dejaron de participar en la operación diaria. Mantuvieron la participación hasta 1991, cuando las ventas anuales de la empresa superaron los 100 millones de dólares, y la familia Ziff vendió la parte de Sunglass Hut que permanecía bajo su control.
En 1993, Sunglass Hut International, Inc. se convirtió en una empresa pública, con una oferta pública inicial de 70 millones de dólares estadounidenses, y para 1996, Sunglass Hut ya poseía un 30 % de participación del mercado de gafas de sol en Estados Unidos. La empresa también comenzó con la venta de relojes bajo los nombres Watch Station, Watch World y como tiendas combinadas llamadas Sunglass Hut-Watch Station.
Sunglass Hut entró en el rubro del comercio electrónico en 1998, cuando agregó la posibilidad de comprar gafas de sol en su sitio web de Estados Unidos.
En febrero de 2001, el grupo italiano Luxottica adquirió Sunglass Hut, pagando 653 millones de dólares estadounidenses, incluyendo la deuda, y tomando posesión de 1300 tiendas Sunglass Hut, 430 tiendas combinadas Sunglass Hut-Watch Station y 228 tiendas que operaban bajo la marca Watch Station o Watch World.
Bajo el control de Luxottica, Sunglass Hut reposicionó su identidad corporativa para enfatizar la moda de las gafas de sol que vendía. El reposicionamiento comenzó en 2003.
La cadena Watch Station International fue vendida a Fossil Inc. en diciembre de 2007.

## Tiendas y ubicaciones

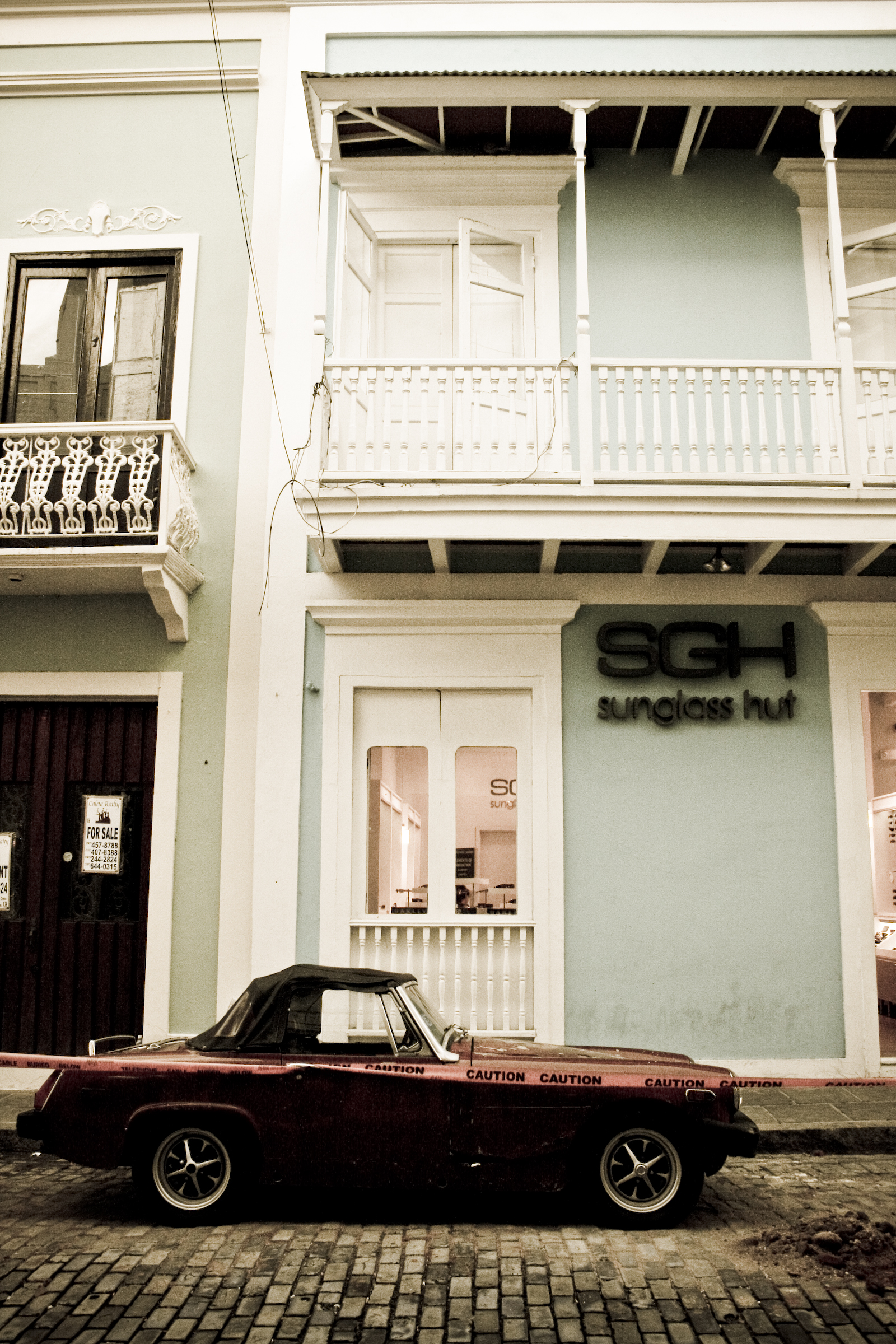
Sunglass Hut en el Viejo San Juan, Puerto Rico

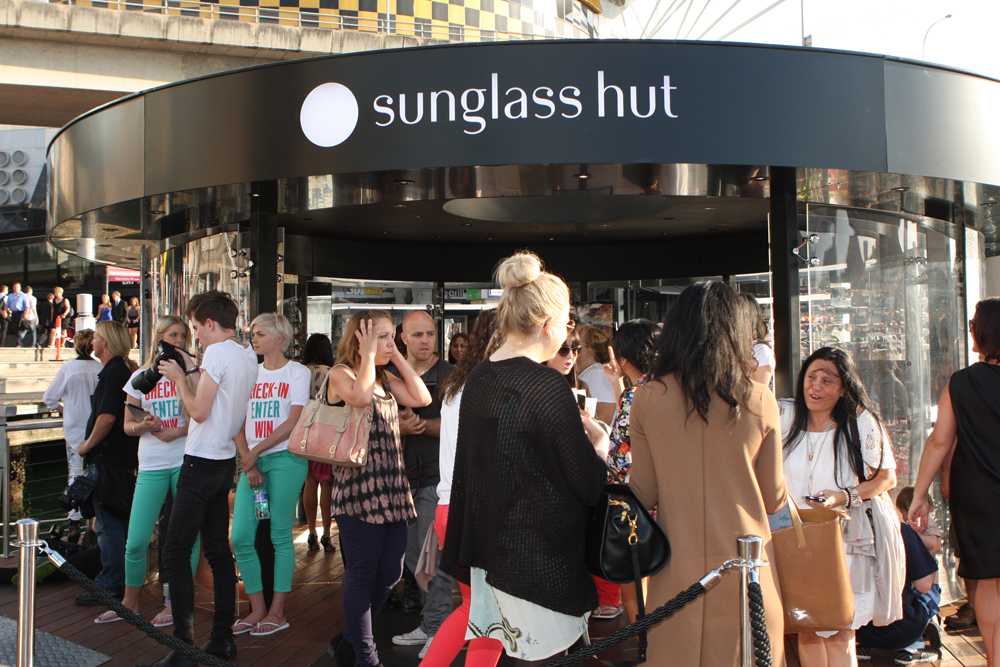
Quiosco de Sunglass Hut en Sídney

Sunglass Hut opera 2000 puntos de venta en 20 países: 1562 en América del Norte, 157 en Australia, 44 en Nueva Zelanda, 15 en Asia, 123 en Sudáfrica, 81 en el Reino Unido e Irlanda, 33 en Oriente Medio y 35 en la India. A 2015, es la tienda más común en los centros comerciales estadounidenses.
Los tipos de tiendas Sunglass Hut incluyen tiendas minoristas normales y quioscos de centros comerciales, minoristas en aeropuertos, hoteles y centros outlet, y tiendas "globales" prémium. Sunglass Hut se ha asociado con Macy's para abrir tiendas dentro de sus grandes almacenes.
Se han abierto tiendas Sunglass Hut en Australia, China, Tailandia, Líbano, India, Emiratos Árabes Unidos, República Checa, Baréin y Arabia Saudita. En 2011, continuaron creciendo en Centro y Sudamérica, abriendo tiendas en México y Brasil.